# 1957 dans le catholicisme
Chronologie du catholicisme
- 1953
- 1954
- 1955
- 1956
- 1957
- 1958
- 1959
- 1960
- 1961

Cet article présente les faits marquants de l'année 1957 dans le catholicisme.

## Évènements
- 21 avril : publication de l'encyclique Fidei donum sur l'envoi de prêtres diocésains en mission.
- 28 avril : le siège du diocèse de Fréjus est transféré à Toulon.
- 26 mai : béatification d'Eugénie Smet.
- 2 juillet : publication de l'encyclique Le Pèlerinage de Lourdes sur le centenaire des apparitions de Lourdes.

## Naissances
- 10 janvier : Dominique Lebrun, prélat français, archevêque de Rouen
- 11 janvier : Luciano Suriani, prélat italien, diplomate du Saint-Siège et archevêque titulaire d'Amiternum (de)
- 9 février : John Ribat, premier cardinal papouasien, archevêque de Port Moresby
- 20 février : Mario Grech, cardinal maltais de la Curie
- 26 février : Hervé Giraud, prélat français, archevêque-évêque de Viviers
- 3 mars : Peter Jugis, prélat américain, évêque de Charlotte
- 10 mars : Fernando Chomalí, cardinal chilien, archevêque de Santiago
- 17 mars : Jean-Louis Balsa, prélat français, archevêque d'Albi
- 31 mars : Franco Coppola, prélat italien, diplomate du Saint-Siège et archevêque titulaire de Vinda (de)
- 2 avril : Pascal Delannoy, prélat français, archevêque de Strasbourg
- 17 avril : Marc Aillet, prélat français, évêque de Bayonne
- 2 mai : Daniel Jodoin, prélat canadien, évêque de Nicolet
- 8 mai : Francis Bestion, prélat français, évêque de Blois
- 21 mai : Luc Ravel, prélat français, archevêque de Strasbourg
- 3 juin : Josef Graf, prélat allemand, évêque auxiliaire de Ratisbonne et évêque titulaire d'Inis Cathaig (de)
- 5 juin : Wayne Joseph Kirkpatrick, prélat canadien, évêque d'Antigonish
- 9 juin : Marco Tasca, prélat italien, archevêque de Gênes
- 14 juin : Emmanuel Fianu (de), prélat ghanéen, évêque d'Ho (en)
- 18 juin : Robert Anthony Daniels, prélat canadien, évêque de Grand Falls
- 21 juin : Luis Antonio Tagle, cardinal philippin de la Curie
- 25 juin : William Goh, premier cardinal singapourien, archevêque de Singapour
- 21 juillet : Nicolas Girasoli, prélat italien, diplomate du Saint-Siège et archevêque titulaire d'Egnazia Appula
- 22 juillet : Álvaro Corcuera, prêtre mexicain, directeur général de la Légion du Christ († 30 juin 2014)
- 27 juillet : 
  - Gérald Cyprien Lacroix, cardinal canadien, archevêque de Québec
  - Anton Losinger, prélat allemand, évêque auxiliaire d'Augsbourg et évêque titulaire de Vazi-Sarra (de)
- 12 août : Ulrich Neymeyr, prélat allemand, évêque d'Erfurt
- 17 août : Michel Deneken, prêtre, théologien et universitaire français
- 4 septembre : Robert J. Lombardo, prélat américain, évêque auxiliaire de Chicago et évêque titulaire de Munatiana (de)
- 16 septembre : Jean-Yves Nahmias, prélat français, évêque de Meaux
- 30 septembre : Philippe Marsset, prélat français, évêque auxiliaire de Paris et évêque titulaire de Thibica (de)
- 2 octobre : Doraboina Moses Prakasam (de), prélat indien, évêque de Cuddapah (en) puis de Nellore (en)
- 8 novembre : 
  - Joseph Bagobiri, prélat nigérian, évêque de Kafanchan († 27 février 2018)
  - Jeff Cavins, ancien pasteur évangélique, apologiste catholique, bibliste et écrivain américain
- 9 novembre : Juan Nsue Edjang Mayé, prélat équatoguinéen, archevêque de Malabo
- 21 novembre : Joseph-Marie Ndi-Okalla, prélat camerounais, évêque de Mbalmayo
- 9 décembre : Thomas Maria Renz, prélat allemand, évêque auxiliaire de Rottenburg-Stuttgart et évêque titulaire de Rucuma (de)
- 22 décembre : Javier del Río Alba, prélat péruvien, archevêque d'Arequipa
- 24 décembre : Jérôme Beau, prélat français, archevêque de Bourges
- Date précise inconnue : 
  - Patrick Descourtieux, prêtre, canoniste et patrologue français
  - Édouard-Marie Gallez, prêtre, théologien et historien des religions français
  - Pascal Ide, prêtre, médecin, philosophe et théologien français

## Décès
- 5 janvier : Alexandre Caillot, prélat français, évêque de Grenoble (° 21 juin 1861)
- 27 février : Édouard-Marie Gallez, prêtre, théologien et historien français (° 2 mars 1874)
- 27 mars : René Fontenelle, prélat français de la Curie (° 13 décembre 1894)
- 4 avril : Bienheureuse Pierina Morosini, martyre de la pureté italienne (° 7 janvier 1931)
- 8 avril : Pedro Segura, cardinal espagnol, archevêque de Séville (° 4 décembre 1880)
- 17 avril : Pierre Lhande, prêtre jésuite français, "apôtre des banlieues" connu pour ses sermons à la radio et écrivain de langue basque (° 9 juillet 1877)
- 22 avril : Gabriel de Llobet, prélat français, archevêque d'Avignon (° 19 janvier 1872)
- 29 avril : Bienheureuse Itala Mela, religieuse, mystique et théologienne italienne (° 28 août 1904)
- 12 mai : Léon-Albert Terrier, prélat français, évêque de Bayonne (° 6 juillet 1893)
- 23 juin : René Aigrain, prêtre, enseignant et historien français (° 3 mars 1886)
- 4 juillet : Bienheureuse Maria Crocifissa Curcio, religieuse italienne, fondatrice des Carmélites missionnaires de Sainte Thérèse de l'Enfant-Jésus (° 30 janvier 1877)
- 9 juillet : Joseph Samson, maître de chapelle, écrivain et compositeur français (° 21 mars 1888)
- 28 juillet : Joseph Debatty, prêtre belge, fondateur du Standard de Liège (° 22 septembre 1882)
- 31 juillet : Bienheureux Solanus Casey, prêtre capucin américain (° 25 novembre 1870)
- 23 août : Giovanni Mercati, cardinal italien de la Curie (° 17 décembre 1866)
- 24 août : Ronald Knox, prêtre anglican puis catholique, théologien et écrivain britannique (° 17 février 1888)
- 29 août : Louis Delmotte, prélat belge, évêque de Tournai (° 18 septembre 1892)
- 21 septembre : Jean de Vienne de Hautefeuille, prélat et missionnaire français, évêque de Tianjin, évêque titulaire d'Abrittum (de) puis d'Abora (de) (° 2 avril 1877)
- 10 octobre : Jules Monchanin, prêtre, missionnaire en Inde, moine et ermite français, acteur du dialogue hindou-chrétien (° 10 avril 1895)
- 7 novembre : Léo Kierkels, prélat néerlandais, diplomate du Saint-Siège et archevêque titulaire de Salamine (de) (° 12 décembre 1882)
- 30 novembre : Adeodato Giovanni Piazza, cardinal italien de la Curie (° 30 septembre 1884)
- 15 décembre : Bienheureux János Brenner, prêtre hongrois et martyr du communisme (° 17 décembre 1931)
- 23 décembre : Michel d'Herbigny, prélat jésuite et théologien orientaliste français, évêque clandestin en URSS (° 8 mai 1880)